# Gundbo, Hedesunda
Gundbo, Hedesunda är en by i Hedesunda socken, Gävle kommun som finns söder om Dalälven och ingår i området Utomälven. 
När verksamheten blivit olönsam i den gamla silvergruvan i grannbyn Hade, fick Jöns Olsson 1553 tillstånd av Gustav Vasa att upptaga och bruka torpstället Gunnaboda.
I närheten finns bland annat byarna Jugansbo och Hade.